# Haydn và Mozart

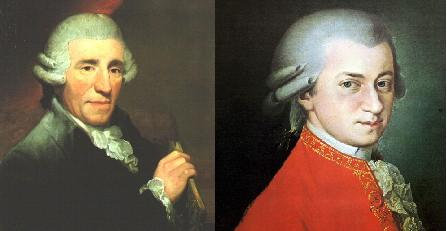
Joseph Haydn và Wolfgang Amadeus Mozart

Có lẽ ít mối quan hệ nào trong lịch sử nhạc cổ điển đặc biệt và sâu sắc như mối quan hệ giữa Joseph Haydn và Wolfgang Amadeus Mozart. Cả hai ông lớn của nền âm nhạc thời kỳ Cổ điển này có mối quan hệ bạn bè rất thân thiết.

## Sự quen biết
Theo lời kể của Michael Kelly và một số người thì hai nhà soạn nhạc xuất sắc của thời kỳ đó là Joseph Haydn và Wolfgang Amadeus Mozart đã cùng chơi cho một dàn tứ tấu. Haydn đã ấn tượng trước tài năng của Mozart và khen ngợi không tiếc lời cho con người này. Mozart cũng quý trọng Haydn, bằng chứng là các tác phẩm Những bản tứ tấu "Haydn". Đó là năm 1781, và tình bạn giữa hai vĩ nhân đã bắt đầu nảy nở.

## Những lời qua lại
Khi mới quen biết Mozart, như đã nói ở trên, Haydn đã khen ngợi tài năng của Mozart. Sau đó, đánh giá tài năng của bạn mình, Haydn lại viết:
| “ | Hậu thế sẽ không nhìn thấy một tài năng như vậy một lần nữa trong 100 năm | ” |

.
Còn Mozart cũng có những lời nói về Haydn. Theo chia sẻ của mình, Mozart đã nói:
| “ | Haydn là người đầu tiên dạy cho tôi cách viết một bản tứ tấu | ” |

Và trong đời của mình, Mozart đã kính trọng gọi Haydn là cha dù cho từ cha này không được hiểu theo cách đầy đủ.

## Sự kính trọng qua hành động
Trong lần đầu tiên gặp nhau, như nói ở trên, Mozart đã thể hiện sự ngưỡng mộ của mình dành cho Haydn bằng việc tặng một tập sáu bản tứ tấu.
Còn Haydn cũng tỏ lòng khính trọng đối với con người hậu bối mà tài năng bằng việc. Trong bản cantata Ariana a Naxos của Haydn, có một đoạn như thế này: "Dove sei,mio bel tesoro?", có nghĩa là "Em ở đâu, tình yêu thắm thiết của anh? Ai làm em xa rời trái tim anh? Nếu em không trở lại, anh sẽ chết mất!". Còn trong vở opera Đám cưới Figaro, Mozart viết cho nhân vật nữ bá tước di Almaviva: "Dove son i bei momenti", có nghĩa là "Còn đâu những giây phút êm đẹp dịu dàng và vui thú?". Điều thú vị ở 2 aria đó là chúng đều đẹp và được cất lên ở những giai điệu giống nhau. Thực ra, Haydn đã là người "sao chép" lại để tỏ lòng kính trọng đối với Mozart.

## Vai trò của hai nhà soạn nhạc thiên tài
Joseph Haydn và Wolfgang Amadeus Mozart là những người đã viết nên trang sử cho âm nhạc thời kỳ Cổ điển. Cả hai, những thành viên tiêu biểu của trường phái âm nhạc cổ điển Viên, đã tạo nên những bước đột phá cho sự phát triển của thể loại giao hưởng. Nếu như Haydn được gọi là người khai sinh cho thể loại mới mẻ này khi định hình cho nó cấu trúc 4 chương, cấu trúc điển hình của giao hưởng không chỉ trong thời đại của Haydn và Mozart mà cả sau này nữa, thì Mozart đã thêm vào giao hưởng tính chất biểu hiện sâu sắc và đưa nó tới những đỉnh cao như bản Giao hưởng số 40, Giao hưởng số 41. Ngoài ra, cả hai đã phát triển các thể loại âm nhạc dành cho tứ tấu đàn dây. Nếu như Haydn đã khai sinh chúng thì Mozart là người phát triển để nó trở thành một thể loại điển hình của chủ nghĩa cổ điển. Cả hai đã làm nổi bật phong cách Đức trong thời kỳ âm nhạc lúc đó, trong hoàn cảnh mà phong cách Ý ảnh hưởng mạnh mẽ tới toàn bộ âm nhạc châu Âu lúc đó và gây dựng nên một trường phái cổ điển Viên nổi tiếng và có ảnh hưởng không nhỏ tới các nhà soạn nhạc sau này.

## Tầm ảnh hưởng của mỗi người
Nếu muốn đánh giá đầy đủ ảnh hưởng của mỗi người lên nền âm nhạc chung thì có lẽ ta phải thông qua những lời nhận xét.
Đánh giá về Haydn, Pyotr Ilyich Tchaikovsky đã nhận xét:
| “ | Haydn là một mắt xích vô cùng vững chắc và quan trọng trong lịch sử phát triển của âm nhạc. Không có Haydn thì cũng không có Mozart và Beethoven | ” |

Còn về Mozart, Albert Einstein có viết: 
| “ | Âm nhạc của Mozart thuần khiết và đẹp đến mức người ta có cảm giác rằng ông chỉ đơn giản là tìm thấy nó, lấy nó ra một cách tự nhiên và nguyên vẹn như thế nó vốn đã tồn tại như một phần cái vẻ đẹp sâu kín của vũ trụ đang chờ được khám phá | ” |

Thế nên, nếu đánh giá tổng thể, có lẽ Mozart sẽ hơn Haydn. Nhưng nếu suy xét kỹ hơn, thật khó để biết ai xuất sắc hơn ai.